# Hans Ziegler (Physiker)

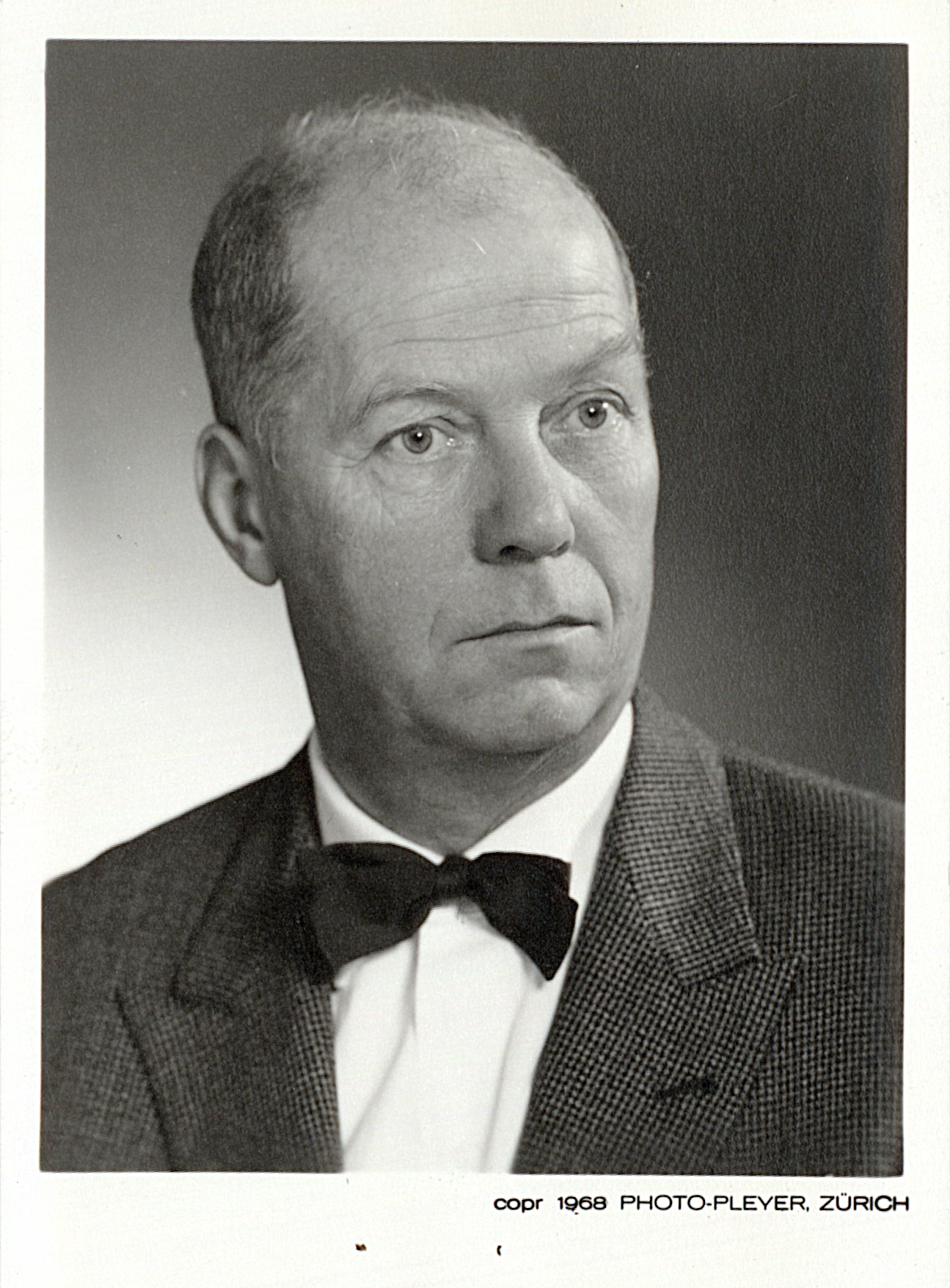
Hans Ziegler

Hans Ziegler (* 5. September 1910 in Winterthur; † 6. August 1985 in Glen Haven, Colorado) war ein Schweizer Physiker, Hochschullehrer und Autor.

## Leben und Werk
Hans Ziegler besuchte das Gymnasium der Kantonsschule Im Lee und schloss 1929 mit der Matura ab. Dann studierte er ab 1930 vorerst Maschinenbau und wechselte nachher zu einem Physikstudium  an der ETH Zürich bis zum Diplomabschluss in 1936. Er besuchte Vorlesungen von Walter Saxer und Wolfgang Pauli. Anschliessend war er Assistent bei Ernst Meissner, der ihm die Möglichkeit verschaffte, für zwei Jahre beim Physiker Richard Grammel an der TU Stuttgart zu arbeiten. Während dieser Zeit promovierte er 1938 an der ETH Zürich bei Ernst Meissner mit der Arbeit Resonanz bei konstanter Dämpfung.
Hans Ziegler wurde 1939 an die ETH Zürich berufen. Zunächst erhielt er einen Lehrauftrag. Als Nachfolger Meissners wurde er 1942 Ordinarius für Mechanik. Mehr als eine Generation von Bau-, Maschinen- und Elektroingenieuren wie auch Studenten der Physik besuchten bei ihm während 38 Jahren Vorlesungen des Grundlagenfachs Mechanik. Er machte Forschungsarbeiten auf dem Gebiet der statischen und dynamischen strukturellen Stabilität. So publizierte er 1959 eine Verfestigungstheorie, welche das plastische Verhalten von Metallen charakterisiert, bekannt als Zieglersche Verfestigungsregel.
Seine Tätigkeit an der ETH Zürich wurde durch Gastprofessuren in den USA unterbrochen:
- 1956: Brown University
- 1963: Hunsaker Professorship, Department of Aeronautics and Astronautics, Massachusetts Institute of Technology (MIT)
- 1970: Distinguished Visiting Professorship, Ohio State University.[3]

Ziegler wurde 1977 emeritiert. Seine letzte Ruhestätte befindet sich auf dem Friedhof Rosenberg in Winterthur.

## Veröffentlichungen
- über 100 wissenschaftliche Zeitschriftenbeiträge
- sieben Bücher[5]
- Herausgeber der Zeitschrift für angewandte Mathematik und Physik.

## Ehrungen
- 1974: Ehrendoktor Technische Universität München